# Спартановка
Спарта́новка, также посёлок Спартановка — спальный район в составе Тракторозаводского района на севере города Волгограда. Название Спарта́новка неофициальное, но отражает сложившуюся ситуацию — название обособленной реками Мокрая Мечетка с юга и Сухая Мечетка с севера городской застройки.

## История

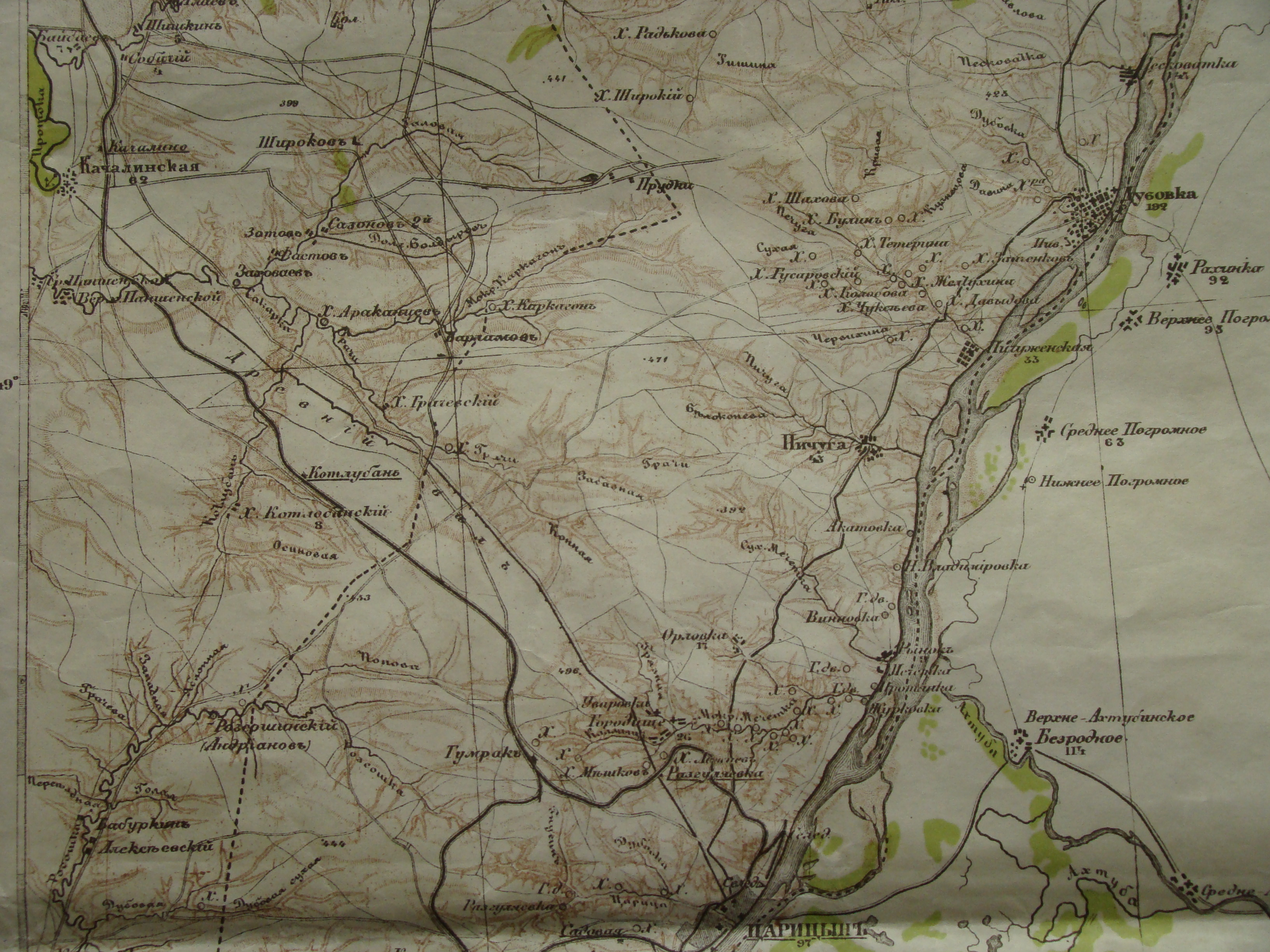
Деревня Протянка (1871)

Первым поселением в районе Спартановки является палеолитическая стоянка мустьерского периода Сухая Мечётка.
Следующим стало золотоордынское поселение с неизвестным названием, названное российским переселенцами Мечётным городищем, в котором были найдены монеты улуса Джучи с 1274 по 1377 год. Современные археологи обследовать его не успели, так как его строения растаскивались на строительный кирпич с момента основания Царицына, единственная профессиональная экспедиция археолога Баллада 1920 года была прервана Гражданской войной, и окончательно поселение было уничтожено ведущейся с 1930-х годов по настоящее время застройкой Спартановки (здесь же погибла стоянка древнего человека Сухая Мечётка). Гидроним «Мечётка», вероятно, дан по этому поселению, он встречается в центральной России и происходит от древнерусского «мечькъ» — медведь, но в степи их нет и наиболее вероятно река была названа по существовавшим развалинам — мечеть. Волгоград не является преемником этого поселения, оно расположено на 18 километров севернее исторического ядра Царицына и прекратило своё существование за 200—250 лет до его основания в результате названных русскими летописцами «Великой замятней» череды войн.
К началу XIX века на территории будущей Спартановки находилось село Мечетное (другое название Никольское), относящееся к Ерзовской волости Царицынского уезда Саратовской губернии. В 1840 году помещик Иван Николаевич Страхов переселил 99 крепостных крестьян из деревни Терновки Борисоглебского уезда Тамбовской губернии. На новом месте ими была построена деревня Спартанка — приблизительно выход улицы Кастерина у Волги. На картах второй половины 19 века показана как деревня Протяновка. Ближайшими соседями Протяновки были основанная царицынскими мещанами деревня Журавка — место современного посёлка Нижний Тракторный и хутор Рынок на месте современного въезда на плотину Волжской ГЭС — основанный государственными крестьянами деревни Орловка. Такое состояние зафиксировала Специальная карта Европейской России 1871 года Стрельбицкого. Но с начала XX века на картах название деревни стало Спартанка или Спартана.
После освобождения от крепостной зависимости крестьяне от помещика Страхова получили по 1,75 десятины земли на каждую мужскую душу. Несмотря на практически непригодные к земледелию наделы, деревня по существовавшим меркам была зажиточной, так как крестьяне получали дополнительный доход от рыбной торговли и найма на работы по обслуживанию волжской речной торговли. Численность населения сокращалось: 1860 год — 99 человек, 1882 — 72, 1890 — 64.

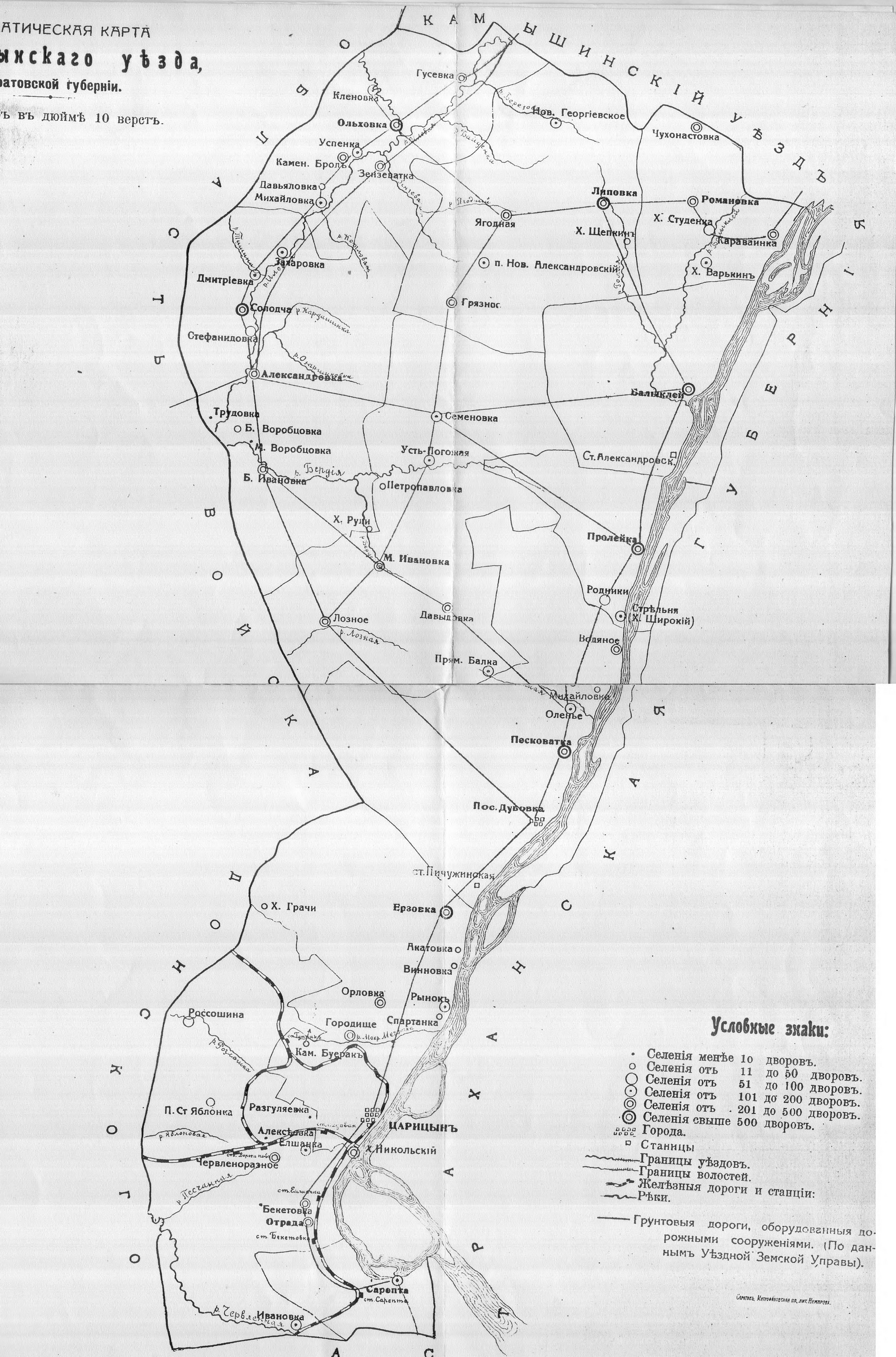
Деревня Спартанка. Начало XX века.

В 1929 году на севере Сталинграда развернулось строительство Сталинградского тракторного завода. Рабочие поселки Верхний и Нижний Тракторный не вмещали жилье тысяч рабочих и в междуречии Мечёток развернулось строительство частных домовладений рабочих завода. В результате административной реформы 14 мая 1936 года территория Спартановки была включена в состав новообразованного Тракторозаводского района Сталинграда. Неофициально за местностью закрепилось название Спартановка, таким оно попало в многочисленные сводки и документы развернувшейся в 1942—1943 году Сталинградской битве.

### Сталинградская битва
23 августа 1942 года Спартановка первой из пригородов Сталинграда была занята немцами. Поселок атаковала 16-я танковая дивизия из состава 14-го танковый корпуса. В 23:10 радист 79-го мотопехотного полка из состава дивизии передал сообщение о том, что полк занял Спартановку и расположился на ночлег на берегу Волги.
С 28 августа командование группой, оборонявшей Спартановку принял полковник Горохов. С этого дня группа советских войск на Спартановке в документах стала называться группой Горохова, и сражалась до января 1943 года, когда было сломлено сопротивление окруженных немцев.

### Послевоенные годы
В послевоенные годы начинается восстановление территории поселка. Во время строительства Волжской ГЭС в 1950-х годах на месте поселка Рынок жителей этого поселка переселяют на Спартановку. В 1960-е годы в поселке строятся хрущёвки, а в 1970-х годах 9-16 этажные брежневки на месте сносимого частного сектора. В эти годы была засыпана балка с выходом к Волге, сейчас на этом месте улица имени академика Богомольца и прилегающий рынок. В 2007 году численность микрорайона составляет 70 тысяч человек.

## Экономика
Большинство жителей Спартановки работают в других районах города, что свойственно спальным микрорайонам. Из секторов экономики на Спартановке развита торговля, сфера услуг, образование, здравоохранение.
Промышленность составляет незначительную долю в экономики микрорайона, в основном за счет небольших предприятий на западной окраине.

## Транспорт
Через микрорайон проходит 1-я продольная магистраль. Спартановка является северными воротами города, через неё проходят транспортные потоки трассы Р228 и Р229, из г.Волжский и с левого берега Волги.
Спартановка является конечным пунктом троллейбусного маршрутов № 10а, через нее проходят троллейбусный маршрут №8а, городские и пригородные автобусные маршруты № 21, 25, 59, 68, 48 (сезонный), 99 (сезонный), 103э, 107, 107э, 109, 123. Также Спартановка является конечным пунктом для маршрутного такси № 3с, транзитом через неё проходит маршрут №46с, №149, а также ряд пригородных маршрутов до Волжского - 123, 159, 160 и 260. По территории Спартановки проходит железная дорога Волгоград - Волжский - Баскунчак, перегон на московскую линию.
В микрорайоне имеются железнодорожная станция Спартановка и остановочный пункт пригородных поездов Новая Спартановка.

## Инфраструктура
Образование: 6 общеобразовательных школ, 1 лицей, 1 гимназия, 2 колледжа: «Управления и новых технологий» и «Экономико-технологический»;
Спорт: детско-юношеский центр, ФОК, шахматная школа, молодежно-досуговый центр «Темп», подростково-молодежный клуб "Луч", «Атлет» и «Радуга».
Парки: «Парк Памяти» — посвящён советским воинам, погибшим в Афганской войне.
«Спартановский парк» на остановке Гостиница «Старт».
Религия: деревянный храм Русской православной церкви, посвященный Преображению Господня (2001 год).
Транспорт: Спартановку пересекает центральная улица имени Николая Отрады, с юга примыкая к центральной магистрали Волгограда — проспекту Ленина. На севере улица уходит на плотину Волжской ГЭС, которая является автомобильным мостом через Волгу, соединяя Волгоград с городом-спутником Волжский. Спартановка является конечным пунктом городского троллейбусного маршрута №10А, автобусных маршрутов 25, 59, транзитом проходят троллейбусный маршрут №8А и автобусные маршруты 21, 68. По западной окраине Спартановки проходят пути Приволжской железной дороги в направлении Волжский-Баскунчак, пассажирские станции Спартановка и Новая Спартановка используются также городской электричкой.

## Памятники и достопримечательности
- Палеолитическое поселение Сухая Мечётка;
- Башня танка Т-34, часть памятника Линия обороны Сталинграда;
- Мемориальный комплекс погибшим волгоградцам в Афганской войне, расположенный в Парке памяти. На каждом камне, представляющим годы войны от 1979 до 1989, высечены имена воинов, погибших в этот год.

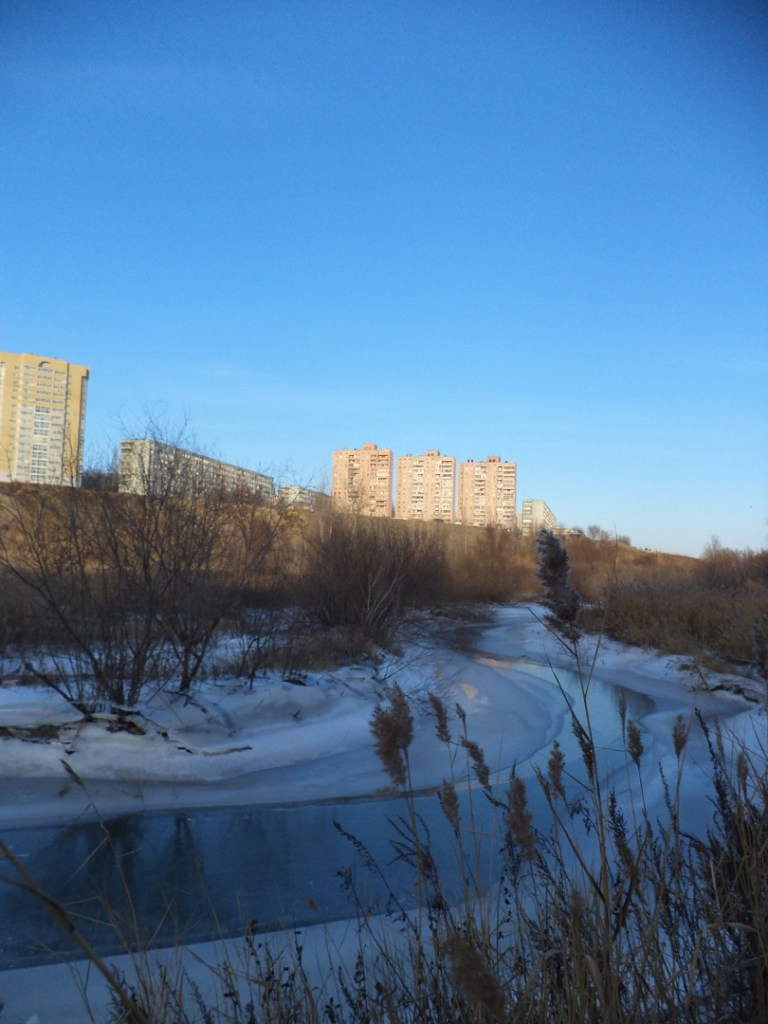
Вид на Спартановку
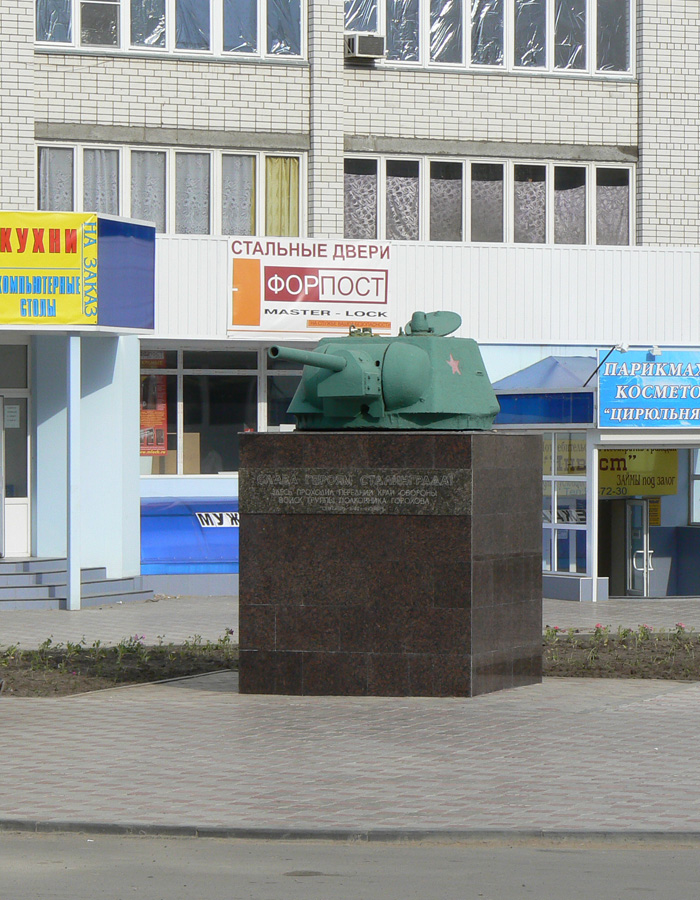
Башня Т-34, часть линии обороны Сталинграда.
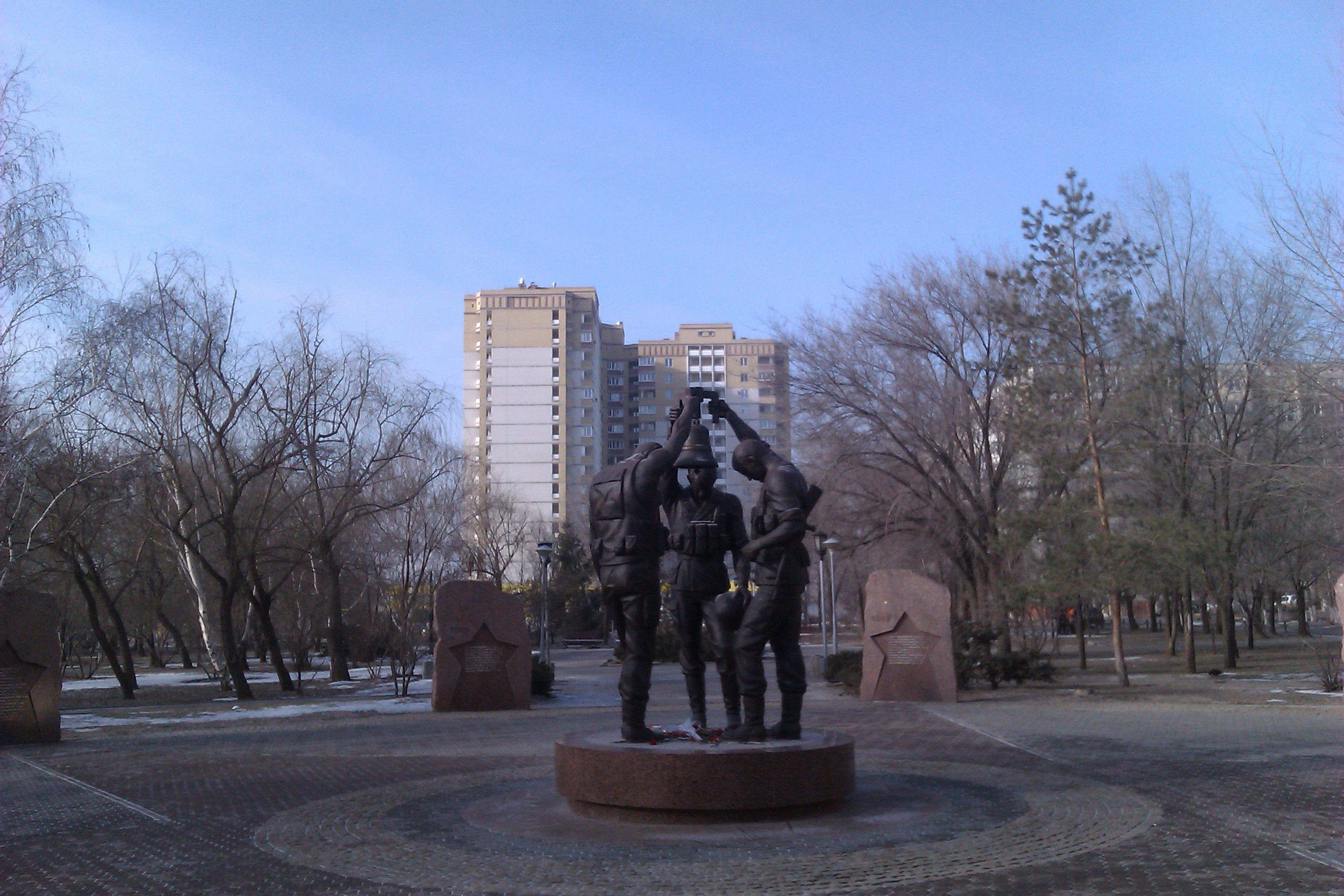
Памятник воинам-афганцам в парке Памяти